# E.S. Posthumus
E.S. Posthumus – amerykański zespół muzyczny.
Grupa powstała w 2000 roku. Jej założycielami są bracia Helmut i Franz Vonlichten, jednakże dane ASCAP sugerują, że w rzeczywistości są to pseudonimy artystyczne, za którymi ukrywają się Jeffrey i Robert Pfeifer. Artyści urodzili się w Los Angeles, gdzie dorastali i zdobywali wykształcenie oraz od najmłodszych lat uczyli się gry na pianinie od swojej matki. Po zakończeniu nauki w szkole średniej, Franz podjął pracę w studio nagraniowym poświęcając się doskonaleniu swoich umiejętności muzyka i producenta, zaś Helmut ukończył studia archeologiczne na Uniwersytecie Kalifornijskim.
E.S. Posthumus w oryginalny i harmoniczny sposób łączy współczesne rytmiczne brzmienie z melodią oraz brzmieniem orkiestrowym. Muzyka braci inspirowana jest pitagorejską filozofią, która mówi że: „muzyka jest harmonią przeciwieństw, połączeniem sprzecznych elementów”.
„E.S.” w nazwie zespołu jest skrótem od angielskiego „Experimental Sounds” (dźwięki eksperymentalne) zaś słowo Posthumus oznacza – „wszystko co przeminęło”. Z pomocą lokalnego radia E.S. Posthumus stało się wielką internetową sensacją sprzedając ogromną liczbę płyt. Muzyka E.S. Posthumus została wykorzystana w wielu znaczących produkcjach filmowych (Superman, Matrix Reaktywacja, Planeta Małp, Raport mniejszości), serialach oraz produkcjach telewizyjnych. Zespołowi największą sławę przyniosła kompozycja „Nara”, która stała się muzyką tytułową (ang. theme song)  serialu Dowody zbrodni.
22 lipca 2010 oficjalnie ogłoszono, że Franz zmarł około dwóch miesiący wcześniej. Po złożeniu zawiadomienia o śmierci brata, Helmut stwierdził, że wyda jeszcze jeden lub dwa nieopublikowane utwory (jednym z nich jest singiel „Christmas Eve”, wydany w listopadzie 2010 r.), po czym grupa nie będzie już aktywna, a w 2011 roku założył zespół o nazwie Les Friction.

## Dyskografia
Na swoim koncie mają trzy albumy:
- Unearthed (2001) – trzynaście utworów znajdujących się na albumie zostało nazwanych na cześć trzynastu starożytnych miast jako hołd dla starożytnych kultur co odzwierciedla filozofię „posthumus”.

1. „Antissa” – 5:12
2. „Tikal” – 3:47
3. „Harappa” – 4:36
4. „Ulaid” – 5:10
5. „Ebla” – 6:09
6. „Nara” – 4:51
7. „Cuzco” – 4:02
8. „Nineveh” – 3:42
9. „Lepcis Magna” – 3:28
10. „Menouthis” – 3:56
11. „Estremoz” – 5:06
12. „Pompeii” – 3:40
13. „Isfahan” – 4:35

- Cartographer (2008)

Track listing
Disc 1 – Luna Sans (Vocal)
1. „Nolitus” – 4:30
2. „Isunova” – 5:29
3. „Vorrina” – 6:12
4. „Selisona” – 5:05
5. „Marunae” – 4:53
6. „Mosane” – 4:14
7. „Decifin” – 4:37
8. „Sollente” – 5:11
9. „Caarano” – 3:35
10. „Raptamei” – 5:20
11. „Oraanu” – 3:57
12. „Nivaos” – 5:12
13. „Nasivern” – 5:35

Disc 2 – Piri Reis Remixes (Remix)
1. „Ashielf Pi” – 1:32
2. „Oraanu Pi” – 3:38
3. „Marunae Pi” – 4:52
4. „Mosane Pi” – 4:16
5. „Isunova Pi” – 5:41
6. „Nasivern Pi” – 5:29
7. „Selisona Pi” – 4:31
8. „Raptamei Pi” – 5:54
9. „Caarano Pi” – 3:35
10. „Nivaos Pi” – 5:13
11. „Sollente Pi” – 5:12
12. „Decifin Pi” – 4:36
13. „Vorrina Pi” – 6:14
14. „Nolitus Pi” – 4:26
15. „Odenall Pi” – 5:06

- Makara (2010)

1. „Kalki” – 3:05
2. „Varuna” – 4:17
3. „Unstoppable” – 3:04
4. „Durga” – 3:41
5. „Manju” – 4:18
6. „Kuvera” – 4:05
7. „Ushas” – 3:55
8. „Lavanya” – 3:57
9. „Vishnu” – 3:38
10. „Indra” – 4:18
11. „Arise” – 4:12
12. „Saint Matthew Passion” – 3:38
13. „Krosah” – 4:50
14. „Anumati” – 3:19
15. „Moonlight Sonata” – 5:30